# Tilemsisuchus
Tilemsisuchus — це вимерлий рід дирозавридів крокодилоподібних, який існував на території сучасної Малі в період еоцену. Його вперше назвав Ерік Бюффото в 1979 році і містить вид Tilemsisuchus lavocati.